# Olga de la Fontaine
Olga de la Fontaine (pseudoniem van Elsa van der Kooy; Zwijndrecht 1962) is een Nederlandse schrijfster. Zij publiceerde in 2005 haar eerste roman: Onder water.

## Biografie
Olga de la Fontaine werd in het jaar 1986 voor het eerst psychotisch, een aantal opnames volgden tot zij december 1990 naar huis keerde om van binnen nooit meer een psychiatrische kliniek te zien, behalve als haar partner Bas Krommenhoek, beeldend kunstenaar werd opgenomen. De diagnose was schizofrenie. Zij zal de rest van haar leven medicijnen tegen psychose moeten blijven slikken. Zij zocht ondersteuning bij de Bart Foundation, opgericht door familie en vrienden in nagedachtenis van Bart de Graaf, en werd zo de eerste Bikkel die door de Bart Foundation gesteund werd om mensen met een beperking en een ambitie te helpen.
Bloemendal uitgevers gaf haar eerste boek uit. Samen met haar partner richtte zij in 2008 het ontwerpbureau 'De Grafische Dienst' op, een bureau dat geheel op vrijwilligers draaide die allen een psychiatrische achtergrond hebben. In 2008 werd zij kwartiermaker bij Mentrum (nu Arkin), de grootste ggz-instelling in Amsterdam.
In 2015 overleed haar partner Bas Krommenhoek. 

## Jet Vesseur
Olga de la Fontaine gaf in 2005 samen met vrijwilligers de door Jet Vesseur opgerichte uitgeverij Tobi Vroegh een gezicht. De la Fontaine ontwikkelde onder meer de Scheurkalender van de Psychiatrie en begon hier al met het vormgeven en ontwerpen van allerlei drukwerk. Vesseur overleed op jonge leeftijd in 2007. Samen met Vesseurs vrouw, Hetty Kleinloog, schreven De la Fontaine en andere schrijvers de toneelstukken De tuin der lusten, Diagnonsens en Het zal wel weer een gek zijn! Alle drie de toneelstukken werden uitgevoerd door toneelgroep Miskend Talent, een project onder de Stichting Cliëntgestuurde Initiatieven en Projecten, sinds 2009 onderdeel van HVO Querido, een instelling voor OGGZ. Deze toneelgroep werd ook opgezet door Vesseur. Tijdens Vesseurs ziekte nam De la Fontaine de productie van Vesseur over. De la Fontaine leidde de toneelgroep tot 2011 en gaf deze toen over. Haar laatste daad bij toneelgroep Miskend Talent was de naam veranderen in toneelgroep Jet.

## Publicaties
- 2023: Bestemming Bereikt, novelle
- 2016 tot heden: Cliëntenraadsblad van Arkin: Tegek!, columns
- 2022: MOEDmagazines, tijdschriften
- 2008 tot 2016: Cliëntenraadblad van Arkin: De Bolwerk, columns
- 2012: Dansen boven de stad, roman
- 2008: Het zal wel weer een gek zijn!, toneelstuk
- 2007: Diagnonsens, toneelstuk
- 2006: De tuin der lusten, toneelstuk
- 2005: Onder water, roman